# Cipermetrina
La cipermetrina és un insecticida piretroide d'ampli espectre.
La cipermetrina és un insecticida, no sistèmic, no volàtil que actua per contacte i ingestió. Ofereix un control efectiu d'insectes i baixa toxicitat pels mamífers. Té bona efectivitat en lepidòpters, coleòpters i hemípters, dins els cultius. La cipermetrina també és utilitzada per controlar les mosques i d'altres insectes als habitacles dels animals domèstics i plagues que afecten la salut pública (mosquits i cuques). La Comissió Europea va edictar el 25 de maig de 2011 un reglament que estableix el màxim de residus de cipermetrina i altres plaguicides a les fruites, verdures i uns productes animals.
Fórmula
C22H19Cl₂NO₃
(1RS)-cis,trans-3-(2,2-diclorovinil)-2,2-dimetilciclopropà carboxilat de (RS)-ciano-3-Fenoxibencil (IUPAC).